# Marc (évangéliste)
Ne doit pas être confondu avec Jean Marc (Nouveau Testament) ou Marc (cousin de Barnabé).
Pour les articles homonymes, voir saint Marc.
Marc (en grec ancien : Μάρκος / Márkos ; en latin : Marcus), parfois nommé Jean-Marc, est un Juif du Ier siècle auquel est traditionnellement attribuée la rédaction de l'Évangile selon Marc, dans le Nouveau Testament. Il s'agit du plus court des quatre évangiles et vraisemblablement du plus ancien, ayant servi de source à ceux de Matthieu et de Luc. Cependant, les biblistes modernes considèrent que l'Évangile selon Marc a probablement été écrit par un auteur anonyme plutôt que par une figure historique identifiable.
« Jean, surnommé Marc », est mentionné dans les Actes des Apôtres et dans différentes épîtres, où il est présenté comme proche des apôtres Pierre et Paul. Il est fêté le 25 avril par l’Église catholique et plusieurs Églises orthodoxes. Les Églises qui distinguent les deux hommes fêtent Jean-Marc le 27 septembre.
Selon une tradition, Marc serait mort martyr comme évêque d'Alexandrie. Après le vol de ses reliques par des marchands vénitiens, il est devenu le symbole de la ville de Venise.

## L'évangéliste

### «Marc» et «selon Marc»
L'attribution de l'évangile à Marc n'est attestée que depuis Irénée de Lyon à la fin du IIe siècle et la suscription « selon Marc » [grec katà Márkon] ne s'appuie sur aucun élément du texte dont l'auteur ne s'exprime jamais à la première personne, « je », pas plus qu'il n'exprime d'intention particulière. L'attribution traditionnelle de ce récit repose sur le témoignage de Papias, évêque de Hiérapolis dans la première moitié du IIe siècle, témoignage rapporté par Eusèbe de Césarée. Dans une visée apologétique qui tend à rattacher le texte directement à un apôtre du Christ, Papias fait de ce Marc un « interprète de Pierre » (hermêneutês), sans que l'on sache s'il s'agit d'un traducteur ou d'un commentateur, qui fait œuvre de mémoire des actes et paroles de Jésus. Cet élément laisse à penser que la tradition n'était plus directement accessible.
L'attribution de l'évangile à Marc a régulièrement été contestée par l'exégèse au profit d'un auteur judéo-chrétien anonyme, notamment à cause de nombreuses imprécisions sur la géographie et la topographie galiléennes. Toutefois, suivant Camille Focant, « il n'existe pas de raison décisive de rejeter l'attribution traditionnelle à [Jean-]Marc de Jérusalem, dont il est question dans les Actes des Apôtres (12-13 et 15), même si elle ne peut être prouvée ».

### «Marc» et «Jean-Marc»
Les Actes des Apôtres citent à plusieurs reprises un personnage du nom de « Jean-Marc », compagnon de voyage de Paul et de Barnabé. Le consensus historien l'identifie à Marc. Ces mentions se trouvent en Actes 12:12, 12:25, 13:5, 13:13 et 15:37-40. Elles évoquent « Jean, dont le surnom était Marc ».
La tradition ecclésiastique a associé l'auteur de l'évangile à ce « Jean surnommé Marc » dont on sait très peu de choses et dont le prénom (en grec Markos, en latin Marcus) n'est pas rare à l'époque, ce qui complique les identifications. En effet, il était d'usage, pour les Juifs de l'époque, de porter à la fois un nom sémitique tel que Jean (en hébreu : Yohannan) et un nom gréco-romain tel que Marc. Jean était l'un des prénoms les plus courants parmi les Juifs de Palestine, et Marc était le plus courant dans le monde romain. C'est ainsi que les épîtres de Paul le désignent par son prénom latin, comme le voulait la mode au sein de l'élite orientale romanisée.

### Une image composite

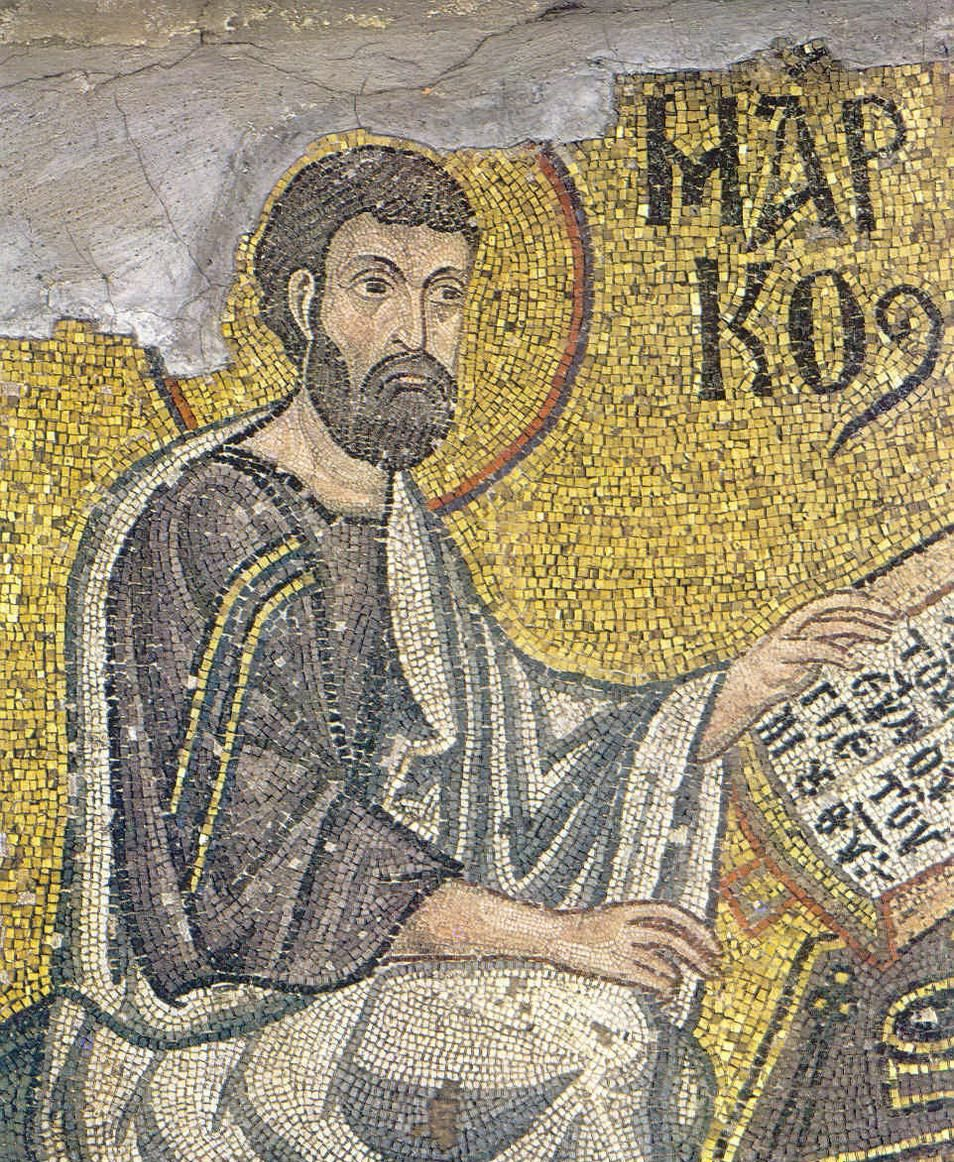
Mosaïque du monastère Nea Moni de Chios (XI), Grèce.

En combinant différents éléments néotestamentaires et des révélations mystiques, il est possible d'en établir une image composite : fils d'une certaine Marie, disciple judéo-chrétienne de Pierre, appartenant à la communauté de Jérusalem, et fils de Jonas. Ses parents habitaient à Jérusalem. Quand Pierre s'échappa de prison, il se rendit dans la maison de la mère de Marc, qui était assez grande pour servir de lieu de rassemblement de la première communauté à Jérusalem. Marc apparaît dans les Actes des apôtres (12:12). Il serait cousin de Barnabé accompagnant celui-ci et Paul de Tarse jusqu'à la rupture des deux hommes. Il est encore mentionné comme collaborateur de Paul dans les épîtres à Timothée et à Philémon. C'est la Première épître de Pierre qui voit Pierre saluer Marc comme « [son fils] » depuis Rome, appelée métaphoriquement Babylone dans le texte. On n'en sait guère davantage.

## Éléments biographiques traditionnels
Sur ces éléments ténus et parfois obscurs, différentes traditions chrétiennes ont tramé des biographies plus ou moins édifiantes du personnage.

### Traditions catholiques et orthodoxes
Selon la tradition copte orthodoxe, Marc serait né dans la province romaine de Cyrénaïque probablement dans la ville de Cyrène, dans la Libye actuelle, trois ans après la naissance de Jésus. Son nom juif est Jean, Marc n'étant que son nom ou surnom romain, aussi la tradition l'identifie au Jean-Marc des Actes des Apôtres dont la mère est appelée Marie de Jérusalem et au Marc de l'Épître aux Colossiens mais les chercheurs actuels jugent cette identification spéculative. Selon la tradition orthodoxe, ses parents auraient immigré en Palestine peu de temps après sa naissance, en raison d'attaques berbères contre leur ville et de leur propriété.
Ils se seraient installés à Cana en Galilée où Jésus effectuera le miracle de la transformation de l'eau en vin, selon l'Évangile selon Jean, réputé être le premier miracle de Jésus. Marc aurait été un des intendants qui servaient au cours de cette fête. Quelques années après leur installation à Cana, le père de Marc meurt et Pierre qui était marié à une parente du père de Marc prend soin de lui, le considérant comme son fils. Lorsque Pierre s'évade de la prison où l'avait jeté Hérode Agrippa, il habite avec sa mère, figure déjà reconnue de l'Église de Jérusalem, leur maison servant de lieu de réunion pour les premiers adeptes de Jésus (13 Actes 12, 13).
La Première épître de Pierre raconte comment Marc accompagne Pierre à « Babylone ». La ville de Babylone mentionnée dans le passage de cette épître est considérée par les spécialistes comme un cryptogramme pour désigner Rome, mesure de sécurité au cas où les espions impériaux de Néron intercepteraient la lettre, cette interprétation étant reprise par la tradition transmise par les Pères de l'Église comme Clément d'Alexandrie et Irénée de Lyon. Toutefois, certaines églises orientales estiment que Pierre et Marc étaient effectivement à Babylone dans l'Empire parthe (ville de l'Irak actuel).

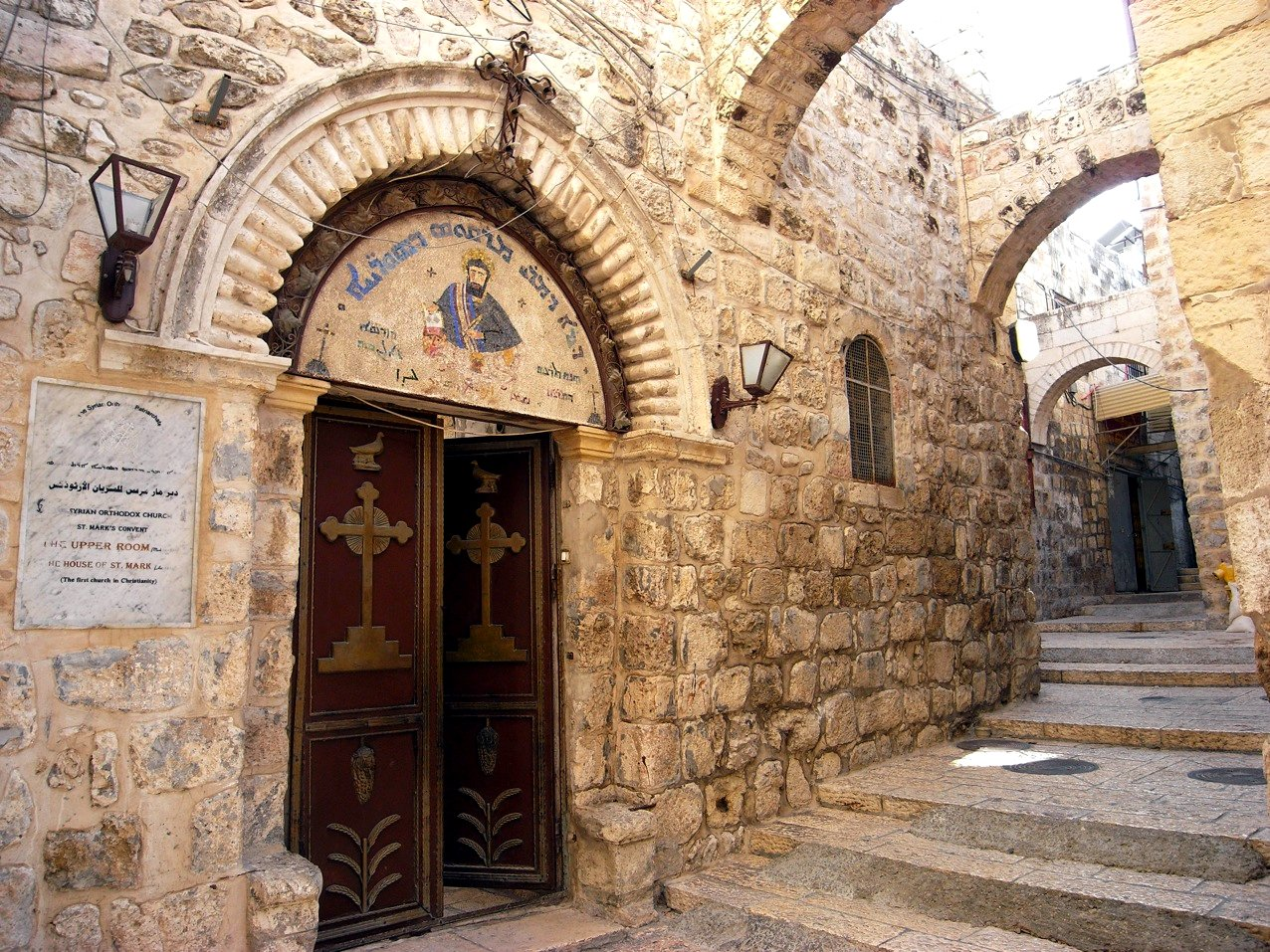
Entrée du monastère Mor Marqos, emplacement de la demeure de Marc selon la tradition syriaque.

Sa parenté avec Barnabé, lévite, permet d'expliquer que dans la préface de son Évangile dans les manuscrits de la Vulgate, Marc est présenté comme ayant été un prêtre juif. Ils appartiennent à une famille sacerdotale, tout comme Jean le Baptiste, Jésus, Jacques le Juste et leurs autres frères et parents directs. Jean-Marc suit Barnabé et Paul (cf. Actes 13, 5) lors du premier voyage missionnaire de Paul. Au départ, la mission semble conduite par Barnabé : c'est lui qui est nommé en premier lors du départ (cf. Actes 13,4). Ils vont d'abord « enseigner », ou « annoncer la Bonne Nouvelle de Jésus Messie » (ce que l'on appellera plus tard « évangéliser ») sur l'île de Chypre.
Barnabé est en effet d'origine chypriote. À Paphos, alors capitale de l'île, ils convertissent le proconsul romain Sergius Paulus. Saul-Paul paraît alors devenir le chef de la mission à la place de Barnabé : les Actes ne parlent plus de Barnabé mais de Paul et ses compagnons (cf. Actes 13,13). Ils décident de quitter Chypre pour la ville de Pergé en Asie Mineure. Ils s'embarquent à Paphos (cf. Actes 13, 13). À Pergé, Marc quitte le groupe et repart pour Jérusalem (cf. Actes 13,13). Il retrouve par la suite Paul et Barnabé à Antioche. À Barnabé qui voudrait reprendre part à la mission, Paul oppose un refus : cette fois Marc et Barnabé le quittent pour aller « instruire le peuple » à Chypre, tandis que Paul repart pour l'Asie Mineure avec Silas vers 49-50 (37 Actes 15, 37).
Ce n'est qu'une dizaine d'années plus tard que Marc retrouve probablement Paul alors prisonnier à « Babylone »–Rome (13 1 P 5, 13). Marc est devenu le disciple, le secrétaire et le compagnon inséparable de l'apôtre Pierre avec qui il a annoncé la Bonne Nouvelle auprès des Juifs de Rome (13 1 P 5, 13), sans qu'on sache précisément identifier sa fonction aux côtés de l'apôtre, qui dirige alors des communautés juives de Rome. Il compte ensuite parmi les « collaborateurs » de Paul qui l'appelle à ses côtés à Rome à la fin de sa vie.

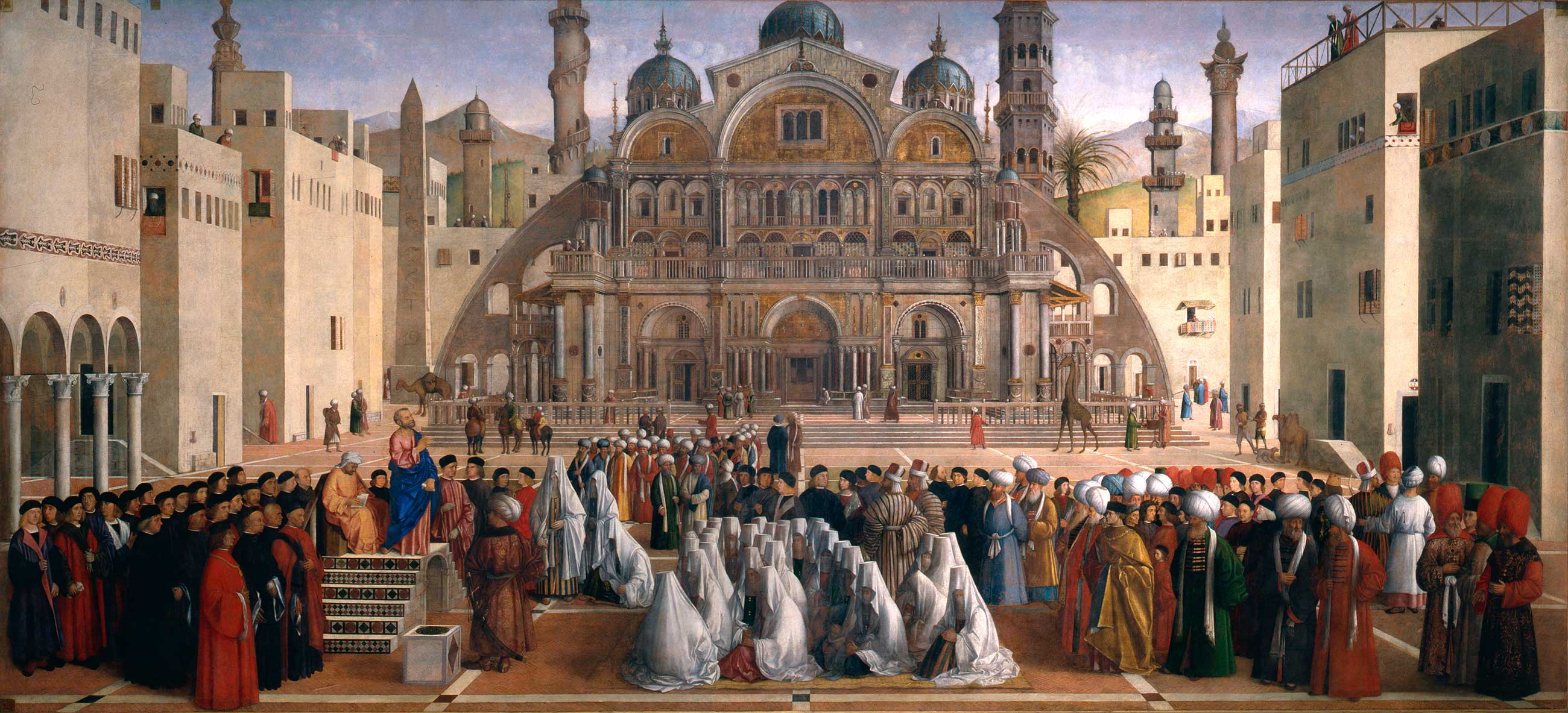
Gentile et Giovanni Bellini, La Prédication de saint Marc à Alexandrie, Accademia, Venise.

Selon la tradition chrétienne, il quitte l'Italie pour retourner « enseigner » dans la Pentapole de Libye, en Cyrénaïque, et en Égypte où il fonde l'Église d'Alexandrie. Étrangement Clément d'Alexandrie et Origène ne le mentionnent pas, la tradition faisant de Marc le fondateur de l'Église d'Égypte étant rapportée par Eusèbe de Césarée au IVe siècle. Il en devient le premier évêque et, d'après Eusèbe, y demeure jusqu'en 62. Ses successeurs les plus célèbres sont saint Athanase l'Apostolique ou saint Cyrille le Grand. Les différentes traditions appuyant la fondation de l'Église d'Alexandrie par Marc sont débattues par les spécialistes modernes,.

### Martyr

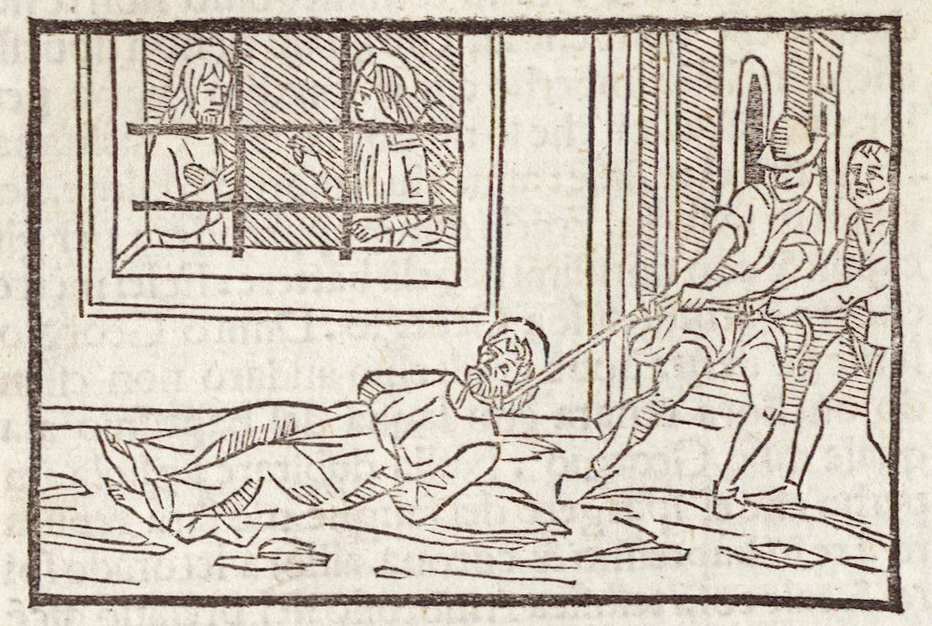
Le martyre de Marc dans La Légende dorée (1497).

Toujours selon une tradition qui n'apparaît qu'au IVe siècle, il est capturé et martyrisé par les idolâtres irrités de ses nombreuses conversions et serait mort en martyr du christianisme un 25 avril vers 68-75. Il est traîné le 24 avril sur ordre des autorités une corde au cou par les païens criant qu'il fallait « mener ce bœuf » dans les rues de Bucoles, port de pêche proche d'Alexandrie (le bœuf, symbole du sacrifice du martyr, est probablement un jeu de mots avec la localité de Bucoles, du latin bucolus, garde-bœuf ou lieu servant à faire paître les bœufs), et jeté le soir même en prison puis subit le lendemain le même supplice, ses membres étant finalement broyés contre des rochers. 
Une autre tradition rapporte que son corps est brûlé après sa mort, mais un orage aurait éteint les flammes. Après avoir été embaumées, ses reliques auraient été conservées dans une chapelle du petit port de pêche de Bucoles proche d'Alexandrie où il a été exécuté. C'est dans ce lieu saint que les patriarches venaient se faire ordonner.
Selon une tradition, après son passage dans la lagune de Venise, un ange aurait dit la phrase qui deviendra la devise de la ville : « Pax Tibi Marce Evangelista Meus. Hic requiescet corpus tuum. » (« Que la paix soit avec toi, Marc, mon évangéliste. Ici, ton corps va reposer »).

## Le lion de Marc

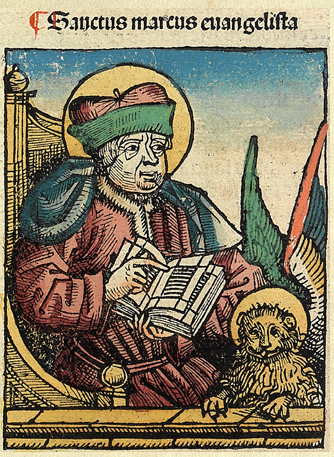
Marc et le lion (v. 1493), Chroniques de Nuremberg.

Traditionnellement, les quatre évangélistes sont représentés sous formes allégoriques du tétramorphe : l'homme ailé pour Matthieu, l'aigle pour Jean, le taureau pour Luc et le lion pour Marc. Cette représentation est inspirée par une vision du prophète de l'Ancien Testament Ezéchiel (Ez 1, 1-14) et par la description des Quatre Vivants de l'Apocalypse.
Marc est ainsi symbolisé par un lion d'après l'un des premiers versets de son évangile qui évoque le désert d'où retentissent les rugissements du lion, l’un des quatre animaux symboliques de la vision du Livre d'Ézéchiel : « Une voix crie dans le désert… »
Dans l'iconographie chrétienne, le lion symbolisant Marc est souvent représenté avec des ailes. et parfois surmonté d'une auréole, ce qui le distingue du lion de Jérôme, les ailes symbolisant l'élévation spirituelle et le halo symbolisant la sainteté.

## Célébration
Marc est vénéré comme saint et est célébré d’après le Martyrologe romain le 25 avril et par l'Église orthodoxe de Grèce le 27 septembre.
Marc est le saint patron de la ville de Venise, des secrétaires, des notaires, des écrivains, des greffiers, des vitriers, et des opticiens.

## Représentation dans les arts

### Par les peintres
- Andrea Mantegna : Saint Marc
- Le Tintoret
- Domenico Beccafumi
- Angelo Bronzino
- Fra Angelico
- Albrecht Dürer
- Giovanni di Niccolò dit Dosso Dossi
- Gentile Bellini

## Dans la culture populaire

### Dictons
- A la Saint-Marc, s'il tombe de l'eau, point de fruits à noyaux[39].
- Saint-Marc qui trempe n'apporte pas rente[39].
- S'il pleut le jour de Saint-Marc, les guignes couvriront le parc[39].

### BD
- Fabrice Weiss et Monique Plassard, Marc l'évangéliste, Strasbourg, Editions du Signe, coll. « Vies de Lumières », 2017, 32 p. (ISBN 978-2-7468-3528-3)

### Bases de données et dictionnaires
- Ressource relative à la littérature :   - Archives de littérature du Moyen Âge
- Ressource relative à la religion :   - GCatholic.org
- Ressource relative aux beaux-arts :   - Sandrart.net
- Notices dans des dictionnaires ou encyclopédies généralistes :   - Britannica
  - Den Store Danske Encyklopædi
  - Deutsche Biographie
  - Enciclopedia italiana
  - Enciclopedia De Agostini
  - Gran Enciclopèdia Catalana
  - Internetowa encyklopedia PWN
  - Store norske leksikon
  - Treccani
  - Universalis
- Notices d'autorité :   - VIAF
  - ISNI
  - BnF (données)
  - IdRef
  - LCCN
  - GND
  - Belgique
  - Pays-Bas
  - Pologne
  - Israël
  - Vatican
  - Croatie
  - Tchéquie
  - WorldCat